# 팔영산
팔영산(八影山)은 전라남도 고흥군에 있는 산으로 소백산맥의 맨 끝부분에 있다. 1998년 7월 30일에 도립공원으로 지정되었다.
위왕이 세수대야에 비친 것을 보고 찾아 나선 신하들이 발견했다고 해서 팔전산이라고 부르던 것을 그림자 영(影)자로 바꿨다고 하며 또 일설에는 팔영산의 그림자가 한양까지 드리워져서 이렇게 불렀다고 한다.
그리고 2011년 1월 10일에 다도해해상국립공원으로 편입, 승격되었다.

## 같이 보기
- 한국의 산